# Isla San Ambrosio

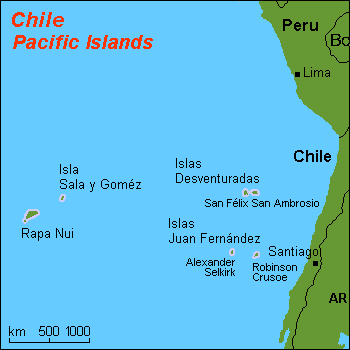
lägeskarta

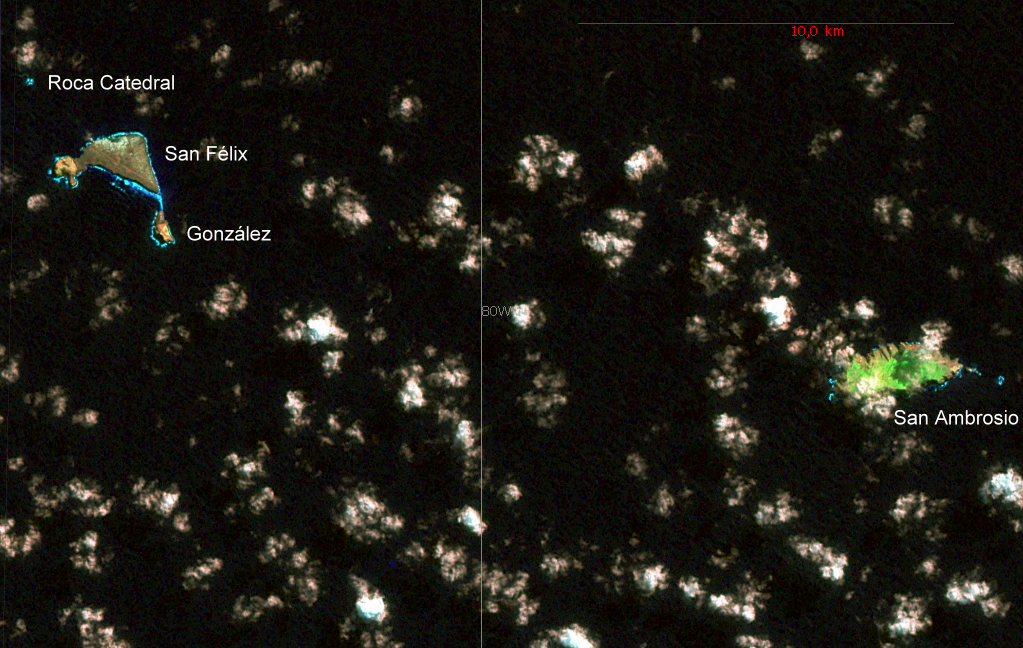
Desventuradasöarna

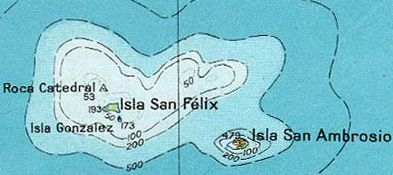
karta över Desventuradasöarna, Isla Ambrosio till höger

Isla San Ambrosio ("Ambrosioön", spanska Isla de San Ambrosio ) är en liten ö i sydöstra Stilla havet som tillhör Chile.

## Geografi
Isla San Ambrosio är en ö bland Desventuradasöarna och ligger cirka 850 kilometer utanför Chiles kust väster om hamnstaden Huasco och ca 780 km norr om Juan Fernández-öarna.
Ön är av vulkaniskt ursprung och har en areal om ca 2,4 km² med en längd på ca 4 km och ca 850 m bred. Kusten består till större delen av branta kustklippor och öns inre utgörs av en högplatå med en höjd på ca 254 m ö.h.
Huvudön Isla San Felix ligger ca 20 km västerut.
Den obebodda ön utgör en del i "comuna" Valparaiso (kommun) i provinsen Valparaiso varifrån även Juan Fernández-öarna och Påskön förvaltas. Ön saknar sötvatten men är en viktig boplats för sjöfåglar och havet är rik på fisk.

## Historia
Desventuradasöarna har troligen alltid varit obebodda och upptäcktes den 8 november 1574 av spanske sjöfararen Juan Fernández.
Möjligen upptäcktes området dock redan 1521 av portugisiske Ferdinand Magellan.
Öarna ligger inom den neotropiska regionen och är numera ett naturreservat "Parque Nacional Archipiélago des Islas Desventurados".